# Mientras dan las nueve
Mientras dan las nueve es una novela de intriga psicológica escrita por Leo Perutz y publicada en 1918. Inicialmente fue publicada por entregas en los grandes periódicos de Viena. Praga y Berlín con el nombre de Freiheit (en español: Libertad).

## Argumento
Stanislaus Demba es un joven estudiante de Viena que mantiene una relación sentimental con una oficinista llamada Sonja. Últimamente discuten bastante y Sonja ha empezado a salir con otro estudiante, Georg Weiner, a quien Demba menosprecia.
Pero Sonja y Georg tienen planeado irse juntos de viaje a Venecia, y cuando Demba se entera de ello, intentará conseguir el dinero suficiente para ofrecer a Sonja un viaje alternativo, pues está convencido de que si eso ocurre, ella le elegirá a él. Pero las cosas no van a salir como él lo tiene planeado, y la situación se complicará bastante para Demba.

## Personajes
- Stanislaus Demba. Personaje principal de la obra, aparece en todos los capítulos de la novela. Es estudiante y sobrevive dando clases particulares a los hijos de la burguesía de Viena, además de alguna que otra traducción. Se cree enamorado de Sonja, por lo que cuando esta decide marchar de viaje con otro pretendiente, Demba le pide que le dé de plazo hasta las nueve para conseguir el dinero necesario para poder marcharse con ella. Entonces comenzará un desesperado e infructuoso vía crucis por toda la ciudad, yendo a los domicilios de sus alumnos para poder cobrar sus honorarios o algún anticipo. También acude a un local de juego donde apuesta con éxito, pero debe marchar de allí sin recoger sus ganancias para no descubrir su "secreto".

- Sonja Hartmann. Trabaja de administrativa en una empresa de géneros de punto. Al terminar la jornada se inicia para ella un período de vacaciones de doce días que pasará con Georg Weiner en viaje por Venecia. Pero Demba, quien también la corteja, le pide (más bien le exige) que no lo haga, pues él conseguirá dinero esa misma tarde para poder marchar juntos al día siguiente. El sospechoso modo de actuar de Demba hace sospechar a Sonja de que porta un arma y peligra su vida, por lo que a partir de ese momento ella consiente a todo lo que le dice Demba, sin llevarle la contraria.

- Georg Weiner. Pretendiente de Sonja, con quien marchará al día siguiente a Venecia de vacaciones, y antagonista de Demba. Cuando este lo encuentra, marchan juntos a un restaurante para esperar a Sonja. Cuando esta llega e informa a los presentes de que Demba va armado, Georg llegará a renegar de su relación con Sonja.

- Steffi Prokop.Tiene dieciséis años, es amiga de Demba y está enamorada de él. Tiene en la cara restos de las quemaduras que sufrió en un accidente siendo niña. Cuando Demba la visita en casa de sus padres, le cuenta la desdichada historia que está viviendo. Ella promete ayudarlo y lo emplaza para esa misma noche, tras el trabajo, pues cree tener la solución para su "problema".

## Creación de la obra
Mientras Leo Perutz luchaba durante la Primera Guerra Mundial, en el frente de Galitzia, fue herido de gravedad. Durante su convalecencia comenzó a escribir la novela: el borrador lo inició el 17 de mayo de 1917, acabando su redacción el 10 de noviembre de ese mismo año.
La novela obtuvo un gran éxito inmediato y fue rápidamente traducida a ocho idiomas durante los años '20. En 1922, la Metro-Goldwyn-Mayer compró los derechos cinematográficos y los volvió a ampliar posteriormente para una verdsión sonora y para la televisión, pero nunca rodó ninguna versión de la obra.
Alfred Hitchcock se inspiró en esta novela para una escena de la película The Lodger: A Story of the London Fog (1927).